# The Happy Time (musical)
The Happy Time és un musical amb música de John Kander, lletres de Fred Ebb i un llibret de N. Richard Nash basat lliurement en una exitosa obra de Broadway de 1950, The Happy Time de Samuel A. Taylor, que al seu torn estava basada en contes de Robert Fontaine. La història també s'havia adaptat al cinema el 1952.
Les produccions originals de Los Angeles de 1967 i Broadway de 1968 van ser dirigides i coreografiades per Gower Champion , que va guanyar els premis Tony en cada categoria.

## Fons
El productor David Merrick havia demanat inicialment a Cy Coleman i Dorothy Fields que escrivissin les cançons i a Yves Montand que encarnés el protagonisme, però tots estaven ocupats amb altres projectes i es van negar a participar. Aleshores, Merrick va demanar a N. Richard Nash que escrivís el guió, però Nash va suggerir una història original pròpia. Merrick, que tenia els drets de The Happy Time, va demanar que es canviés la configuració al Canadà, i es va establir l'acord. El guió final tenia poc de l'obra de Taylor, però va utilitzar els personatges i alguns detalls menors de les històries de Fontaine. Nash va mostrar l'esquema de la història a Kander i Ebb, que van acceptar escriure la música.
Merrick s'havia acostat a Gower Champion per dirigir el nou musical. Champion va acceptar, amb la disposició que s'estrenés a Los Angeles al Ahmanson Theatre. Els assajos van començar el setembre de 1967 a Los Angeles, i l'espectacle es va estrenar el 19 de novembre a l'Ahmanson. Tot i que les crítiques eren pobres, l'espectacle esgotà les entrades. L'espectacle va durar fins al 23 de desembre de 1967.
The Happy Time es va estrenar a Broadway al The Broadway Theatre el 18 de gener de 1968. Va rebre crítiques diverses de la crítica, que en general admiraven les actuacions però van notar grans deficiències en el guió. Va tancar el 28 de setembre de 1968, després d'una sèrie de 286 funcions amb poca assistència i 23 prèvies. Va ser el primer musical de Broadway que va perdre un milió de dòlars. La producció va ser dirigida, filmada i coreografiada per Gower Champion, amb disseny d'escenografia de Peter Wexler, disseny de vestuari de Freddy Wittop, disseny d'il·luminació per Jean Rosenthal, seqüències de pel·lícules creades per Christopher Chapman, direcció tècnica de cinema per Barry O. Gordon, orquestracions de Don Walker, direcció musical i arranjaments vocals d'Oscar Kosarin, coreografia associada de Kevin Carlisle i arranjaments de música de ball i incidentals de Marvin Laird. John Serry Sr. va col·laborar com a acordionista orquestral a la producció de Broadway.

## Sinopsi
Jacques Bonnard és un fotògraf premiat que viatja pel món. Torna al seu poble francocanadenc dels anys 20, després de cinc anys fora, buscant el moment feliç de la seva infància. El seu pare (l'avi) irritable però estimable, dos germans i les seves dones i els seus fills el donen la benvinguda ("He's Back"). Les seves històries dels seus viatges tenen un efecte profund en el seu nebot Bibi, que té problemes a l'escola i està passant per una pubertat especialment dura, inspirant al nen a voler viure la vida al màxim. Jacques va a una discoteca i s'emporta l'Avi i la Bibi, on els entretenen els ballarins (Six Angels) ("Catch My Garter"). Després de la seva nit a la ciutat, Bibi demana a Jacques que es quedi ("Please Stay").
Quan Bibi porta les fotos "entremaliades" de l'avi a l'escola i és descoberta, el seu pare sever Philippe l'obliga a demanar perdó als seus companys d'escola. La Bibi està avergonyida i molesta i intenta convèncer a Jacques perquè se'l porti quan marxi. Encara que Jacques al principi està d'acord, pensant que Bibi serà una companya, ràpidament s'adona que això no seria bo per a Bibi.
Mentrestant, a Jacques li costa comprometre's amb la seva antiga estimada Laurie ("I Don't Remember You"). La parella finalment s'adona que tenen idees oposades sobre la vida i el futur ("Seeing Things"), i Laurie entén que Jacques és emocionalment un nen, com els seus alumnes. L'avi, Jacques i Bibi canten de manera juganera una oda a "A Certain Girl". Jacques finalment s'adona que va tornar a casa buscant la família i l'amor ("Running"), i entén que ha de tornar a marxar sol.

## Repartiment original i personatge
| Personatge        | Broadway (1968)  |
| ----------------- | ---------------- |
| Jacques Bonnard   | Robert Goulet    |
| Suzanne Bonnard   | Jeanne Arnold    |
| Philippe Bonnard  | George S. Irving |
| Bibi Bonnard      | Michael Rupert   |
| Louis Bonnard     | Charles Durning  |
| Annabelle Bonnard | Kim Freund       |
| Gillie Bonnard    | Julane Stites    |
| Nanette Bonnard   | Connie Simmons   |
| Felice Bonnard    | June Squibb      |
| Grandpere Bonnard | David Wayne      |
| Laurie Mannon     | Julie Gregg      |

## Cançons
| Acte I - "The Happy Time" – Jacques Bonnard i Familia - "Jeanne-Marie" - Jacques i Familia + - "He's Back" – Family - "Catch My Garter" – Six Angels - "Tomorrow Morning" – Jacques, Grandpere, Bibi i Six Angels - "Please Stay" – Bibi and Jacques - "I Don't Remember You" – Jacques - "St. Pierre" – Glee Club, Laurie Mannon i Jacques - "I Don't Remember You (Reprise)" – Laurie i Jacques - "Without Me" – Bibi i Alumnes - "In His Own Good Time" - Suzanne i Phillipe + - "The Happy Time (Reprise)" – Jacques | Acte II - "Among My Yesterdays" – Jacques - "Please Stay (Reprise)" - Laurie + - "The Life of the Party" – Grandpere, Six Angels i Alumnes - "I'm Sorry" - Bibi + - "Seeing Things" – Jacques i Laurie - "A Certain Girl" – Grandpere, Jacques i Bibi - "Running" - Jacques + - "St. Pierre" - Bibi, Laurie i Glee Club - "The Happy Time (Reprise)" – Jacques i Companyia |

+Indica les cançons afegides duran la producció revisada del 2002 per la producció de la Niagara University.

## Produccions
La Goodspeed Opera House, East Haddam, Connecticut , va presentar l'espectacle l'abril de 1980-maig de 1980. La producció va ser revisada, reescrivint el llibret "perquè ja no canviés de sintonia en el segon acte", eliminant les projeccions fotogràfiques i afegint quatre cançons que s'havien eliminat.
El maig de 2002, el Teatre de la Universitat del Niàgara de Niagara Falls va organitzar un revival de The Happy Time. John Kander i Fred Ebb van anar a la Universitat del Niàgara per treballar amb el repartiment, ajudant a recrear l'obra. "Van estar aquí fa unes setmanes per als assajos i van pensar que l'espectacle era preciós..." En particular, van incorporar cinc cançons, originalment tallades del musical, a la producció, a més de fer algunes altres menors. canvis. "Aquesta producció de NU Theatre, amb la benedicció de Kander i Ebb, ha restaurat diverses cançons i ha restaurat el text, fet que els va impulsar a etiquetar aquesta versió com a 'definitiva'"
La versió revisada es va representar a la ciutat de Nova York per primera vegada el 2007 en una lectura escenificada de "Musicals Tonight!", com a part del seu homenatge durant tota la temporada a George S. Irving, que va tornar a l'espectacle, aquesta vegada interpretant a el pare de Jacques, Grandpere.
El Signature Theatre d' Arlington, Virginia, va organitzar una producció revisada de The Happy Time des de l'1 d'abril de 2008 fins a l'1 de juny de 2008. La producció va ser dirigida per Michael Unger i coreografiada per Karma Camp. Va rebre crítiques favorables. Per exemple, el crític del Washington Post va escriure: "Una mica encantador... Efervescent. El repartiment és fort... i això és part del motiu pel qual, en general, se sent com un luxe poder veure l'espectacle en aquest espai".
El musical va set perfilat al llibre de William Goldman The Season: A Candid Look at Broadway. Goldman va assenyalar que "les projeccions simplement van superar la petita mida i la sensació de l'espectacle".

## Enregistraments
L'enregistrament del repartiment original de Broadway va ser llançat per RCA Victor Broadway el gener de 1968 i el CD va ser llançat el 10 de març de 1992.

## Premis i nominacions

### Producció original de Broadway
| Any  | APremi              | Categoria                               | Nominat                | Resultat  | Ref    |
| ---- | ------------------- | --------------------------------------- | ---------------------- | --------- | ------ |
| 1968 | Premi Tony          | Millor musical                          | Millor musical         | Nominat   | [ 21 ] |
| 1968 | Premi Tony          | Millor banda sonora                     | John Kander i Fred Ebb | Nominat   | [ 21 ] |
| 1968 | Premi Tony          | Millor actor protagonista de musical    | Robert Goulet          | Guanyador | [ 21 ] |
| 1968 | Premi Tony          | Millor actor protagonista de musical    | David Wayne            | Nominat   | [ 21 ] |
| 1968 | Premi Tony          | Millor actor de repartiment de musical  | Michael Rupert         | Nominat   | [ 21 ] |
| 1968 | Premi Tony          | Millor actriu de repartiment de musical | Julie Gregg            | Nominat   | [ 21 ] |
| 1968 | Premi Tony          | Millor direcció de musical              | Gower Champion         | Guanyador | [ 21 ] |
| 1968 | Premi Tony          | Millor coreografia                      | Gower Champion         | Guanyador | [ 21 ] |
| 1968 | Premi Tony          | Millor escenografia                     | Peter Wexler           | Nominat   | [ 21 ] |
| 1968 | Premi Tony          | Millor vestuari                         | Freddy Wittop          | Nominat   | [ 21 ] |
| 1968 | Premi Theatre World | Premi Theatre World                     | Julie Gregg            | Guanyador | [ 22 ] |
| 1968 | Premi Theatre World | Premi Theatre World                     | Michael Rupert         | Guanyador | [ 22 ] |